# Buddy Rich
Bernard "Buddy" Rich (ngày 30 tháng 9 năm 1917 - 2 tháng 4 năm 1987) là một tay trống và người quản lý nhạc jazz người Mỹ. Được biết đến với kỹ thuật bậc thầy, sức mạnh và tốc độ của mình, Rich được mệnh danh là "tay trống vĩ đại nhất thế giới" trong sự nghiệp của mình. Anh đã biểu diễn cùng nhiều ban nhạc nhạc, đặc biệt là Tommy Dorsey, Harry James, Count Basie và dẫn dắt ban nhạc lớn của anh.

## Tiểu sử
Rich sinh ra ở Brooklyn với cha mẹ người Mỹ gốc Do Thái Bess (nhũ danh Skolnik) và Robert Rich, cả hai đều là những người nổi dậy:6. Tài năng của anh đối với nhịp điệu lần đầu tiên được ghi nhận bởi cha ông, người đã thấy Buddy có thể giữ một nhịp điệu ổn định với những chiếc thìa lúc một tuổi. Anh bắt đầu chơi trống trong chương trình ca nhạc khi cậu bé mới 18 tháng tuổi, ban đầu được coi là "Baby Traps the Drum Wonder". Vào thời đỉnh cao của sự nghiệp thời thơ ấu của Rich, anh được cho là một nghệ sĩ giải trí trẻ vị thành niên thứ hai trên thế giới Jackie Coogan).
Ở tuổi 11, anh đã biểu diễn như một trưởng nhóm. Ông không nhận được chỉ thị về trống và đã đi quá xa để tuyên bố rằng chỉ dẫn sẽ làm suy giảm tài năng âm nhạc của ông. Anh cũng không bao giờ được phép luyện tập, tuyên bố chơi trống chỉ trong các buổi biểu diễn và không biết đọc nhạc.

### Sự nghiệp jazz

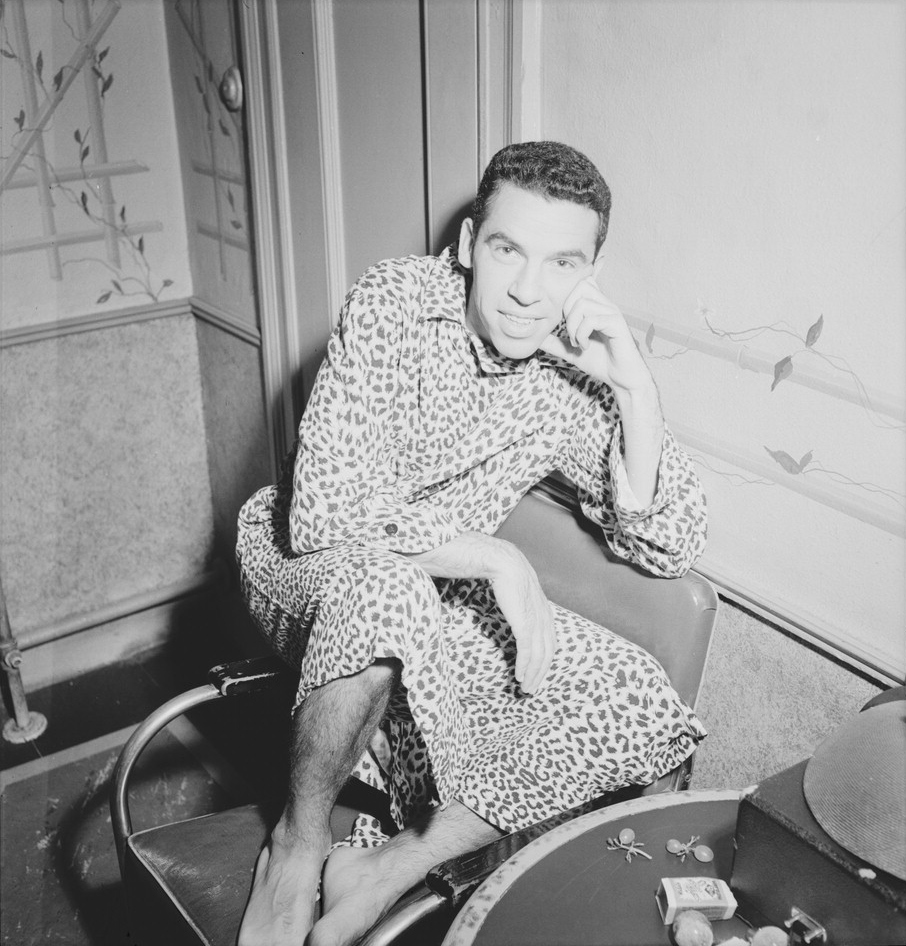
Buddy Rich ở New York City tháng 8 năm 1946

Rich lần đầu tiên chơi jazz với một nhóm nhạc lớn vào năm 1937 với Joe Marsala và tay guitar Jack Lemaire. Sau đó, anh chơi với Bunny Berigan (1938) và Artie Shaw (1939), và thậm chí đã hướng dẫn một Mel Brock 14 tuổi trong việc chơi trống cho một khoảng thời gian ngắn khi chơi cho Shaw. Ở tuổi 21, Rich tham gia thu âm chính đầu tiên của anh với dàn nhạc Vic Schoen (ban nhạc ủng hộ các chị em Andrews). Năm 1938, anh được thuê để chơi trong dàn nhạc của Tommy Dorsey, nơi anh gặp và biểu diễn cùng với Frank Sinatra. Vào năm 1942, Rich rời khỏi ban nhạc Dorsey để gia nhập Thủy quân Lục chiến Hoa Kỳ, trong đó ông làm huấn luyện viên judo, chưa bao giờ thấy chiến đấu, và đã bị trục xuất vì lý do y khoa. Ông gia nhập nhóm Dorsey sau khi rời tàu Thủy quân lục chiến hai năm sau đó. Năm 1946, Rich thành lập ban nhạc của riêng mình với sự hỗ trợ tài chính từ Sinatra, và tiếp tục dẫn đầu các nhóm khác nhau cho đến đầu những năm 1950:92, 95.